# Primera División (Chile) 2022
Die Primera División 2022, auch unter dem Namen Campeonato PlanVital 2022 bekannt, war die 106. Saison der Primera División, der höchsten Spielklasse im Fußball in Chile. Die Saison begann am 4. Februar und endete am 6. November 2022.
Als Titelverteidiger ging CD Universidad Católica in die Saison.

## Modus
Seit 2017 wird die Meisterschaft wieder in Hin- und Rückrunde unterteilt. Das Meisterschaftsjahr entspricht dem Kalenderjahr. Alle 16 Vereine der Primera División treffen anhand eines vor der Saison festgelegten Spielplans zweimal aufeinander; je einmal im eigenen Stadion und einmal im Stadion des Gegners.
Für die Gruppenphase der Copa Libertadores 2023 qualifizieren sich Meister und Vizemeister. Der Tabellendritte und der Pokalsieger 2022 qualifizieren sich für die zweite Runde der Copa Libertadores. Die Mannschaften auf den Plätzen vier bis sieben nehmen an der Copa Sudamericana 2023 teil.
Die Teams auf den letzten beiden Plätzen steigen in die 2. Liga, die Primera B, ab.

## Teilnehmer
Die Absteiger CD Santiago Wanderers und Deportes Melipilla wurden durch Coquimbo Unido ersetzt. Die Liga spielte in dieser Saison mit 16 Teams. Folgende Vereine nahmen an der Meisterschaft 2022 teil:
|  | Mannschaft           | Stadt             | Stadion                                 | Kapazität |
|  | -------------------- | ----------------- | --------------------------------------- | --------- |
|  | Audax Italiano       | Santiago de Chile | Estadio Bicentenario de La Florida      | 12.000    |
|  | Cobresal             | El Salvador       | Estadio El Cobre                        | 20.752    |
|  | Colo-Colo            | Santiago de Chile | Estadio Monumental                      | 47.347    |
|  | Coquimbo Unido       | Coquimbo          | Estadio Francisco Sánchez Rumoroso      | 18.000    |
|  | Curicó Unido         | Curicó            | Estadio La Granja                       | 08.278    |
|  | Deportes Antofagasta | Antofagasta       | Estadio Regional de Antofagasta         | 21.178    |
|  | Everton              | Viña del Mar      | Estadio Sausalito                       | 23.423    |
|  | Huachipato           | Talcahuano        | Estadio Huachipato-CAP Acero            | 10.500    |
|  | O’Higgins            | Rancagua          | Estadio El Teniente                     | 13.849    |
|  | Deportes La Serena   | La Serena         | Estadio La Portada                      | 18.500    |
|  | Ñublense             | Chillán           | Estadio Nelson Oyarzún                  | 12.000    |
|  | Palestino            | Santiago de Chile | Estadio Municipal de La Cisterna        | 12.000    |
|  | Unión Española       | Santiago de Chile | Estadio Santa Laura                     | 22.000    |
|  | Unión La Calera      | La Calera         | Estadio Municipal Nicolás Chahuán Nazar | 10.000    |
|  | Universidad Católica | Santiago de Chile | Estadio San Carlos de Apoquindo         | 14.000    |
|  | Universidad de Chile | Santiago de Chile | Estadio Nacional de Chile               | 49.000    |

## Tabelle
| Pl.                    | Verein                   | Sp. | S  | U  | N  | Tore    | Diff. | Punkte |
| ---------------------- | ------------------------ | --- | -- | -- | -- | ------- | ----- | ------ |
| 1.                     | CSD Colo-Colo (P)        | 30  | 18 | 9  | 3  | 054:170 | +37   | 63     |
| 2.                     | Deportivo Ñublense       | 30  | 14 | 10 | 6  | 046:320 | +14   | 52     |
| 3.                     | CDP Curicó Unido         | 30  | 13 | 10 | 7  | 048:300 | +18   | 49     |
| 4.                     | CD Palestino             | 30  | 12 | 10 | 8  | 045:350 | +10   | 46     |
| 5.                     | CD Cobresal              | 30  | 13 | 6  | 11 | 044:390 | +5    | 45     |
| 6.                     | Universidad Católica (M) | 30  | 13 | 6  | 11 | 041:380 | +3    | 45     |
| 7.                     | Audax Italiano           | 30  | 12 | 9  | 9  | 044:420 | +2    | 45     |
| 8.                     | CD O’Higgins             | 30  | 11 | 11 | 8  | 031:310 | ±0    | 44     |
| 9.                     | Everton                  | 30  | 9  | 15 | 6  | 040:270 | +13   | 42     |
| 10.                    | Unión La Calera          | 30  | 9  | 12 | 9  | 036:400 | −4    | 39     |
| 11.                    | Unión Española           | 30  | 10 | 7  | 13 | 037:440 | −7    | 37     |
| 12.                    | CD Huachipato            | 30  | 10 | 5  | 15 | 032:460 | −14   | 35     |
| 13.                    | Universidad de Chile     | 30  | 8  | 6  | 16 | 035:500 | −15   | 30     |
| 14.                    | Coquimbo Unido (N)       | 30  | 7  | 6  | 17 | 032:520 | −20   | 27     |
| 15.                    | Deportes La Serena       | 30  | 7  | 6  | 17 | 028:560 | −28   | 27     |
| 16.                    | Deportes Antofagasta     | 30  | 6  | 8  | 16 | 023:370 | −14   | 26     |
| Stand: Saisonende 2022 |                          |     |    |    |    |         |       |        |

| (M) | Vorjahresmeister     |
| (P) | Vorjahrespokalsieger |
| (N) | Aufsteiger           |

## Beste Torschützen
Stand: Saisonende 2022
| Rang | Spieler            | Klub                    | Tore |
| ---- | ------------------ | ----------------------- | ---- |
| 1    | Fernando Zampedri  | CD Universidad Católica | 18   |
| 2    | Gastón Lezcano     | CD Cobresal             | 15   |
|      | Juan Martín Lucero | CSD Colo-Colo           | 15   |
| 4    | Joe Abrigo         | Coquimbo Unido          | 12   |
|      | Lautaro Passerini  | Unión La Calera         | 12   |
| 6    | Alexander Aravena  | Deportivo Ñublense      | 11   |
|      | Cecilio Waterman   | CD Cobresal             | 11   |
| 8    | Diego Coelho       | Curicó Unido            | 10   |
|      | Gabriel Costa      | CSD Colo-Colo           | 10   |
|      | Leandro Garate     | Unión Española          | 10   |
|      | Cristian Palacios  | CF Universidad de Chile | 10   |
| 12   | Lautaro Palacios   | Audax Italiano          | 9    |